# Fazekas-hegyi-sziklaüreg
A Fazekas-hegyi-sziklaüreg a Duna–Ipoly Nemzeti Park területén lévő Fazekas-hegyen, Budapest II. kerületében található egyik barlang.

## Leírás
A barlang bejárata a Budapest II. kerületében elhelyezkedő Fazekas-hegy Ny-i oldalába mélyített, már nem működő kőbányában van. Könnyen elérhető a kőfejtő személygépkocsival, mert a Torda utcának majdnem a kőfejtőnél van vége. A Fazekas-hegyi-sziklaüreg ovális alakú, természetes jellegű, lejtő tengelyirányú, 1,57 m széles és 1 m magas bejárata a kőbánya középső részén, sziklafal tövében fekszik. A Budai Tájvédelmi Körzetben lévő barlangbejárat nem vehető észre messziről, mert növényzet takarja.
A felső triász dachsteini mészkőben keletkezett barlang 2,5 m hosszú, 1 m magas, 1 m mély, 2 m függőleges kiterjedésű és 2,5 m vízszintes kiterjedésű. Az üreg kifagyásos aprózódás, korrózió és omlás miatt jött létre. A sziklaodú térformájú barlang aljzata lejtős és jellemző szelvénytípusa a szabálytalan szelvény. Alig vannak az üregben képződmények, csak poros, jellegtelen, parányi borsóköves kérgek figyelhetők meg. A humuszos kőzettörmelékes aljzaton behordódott avar, növénytörmelék, valamint kevés szemét van. A barlang bejáratának felső íve kissé omladékos, aprózódott, de az üreg belső részén oldottak, legömbölyödöttek a fal formái. A barlangba hajszálgyökerek és hajszálgyökereknél vastagabb gyökerek lógnak. Az engedély nélkül megtekinthető barlang könnyű sétával megközelíthető és könnyen járható.

## Kutatástörténet
Az 1963. évi Karszt- és Barlangkutatási Tájékoztatóban, a BEAC Barlangkutató Csoportjának 1962. évi munkájáról szóló jelentésben az van írva, hogy 1962-ben a csoport tagjai a Fazekas-hegyen (Hűvösvölgyben), a Torda utcára néző kőfejtőben található dachsteini mészkő tektonikus hasadékában hévizes nyomokat találtak. A földtani térképek szerint a környéken van édesvízi mészkő. A hasadékban lévő, lemezes kalcit és a környéken felfedezhető édesvízi mészkő jelenlétéből hévizes kialakulású barlang létezésére következtettek a csoporttagok. A hasadékból, a hasadék bejáratától ferdén lefelé kb. 10 m-t tudtak bejárni. Hévizes nyomok jelentkeztek a hasadék végén, ahol néhány méterre továbbláttak az omladéktömbök között. A Fazekas-hegyen végzett munkát abbahagyták, mert életveszélyes volt. A munkát csak akkor tudják folytatni, ha megfelelő felszereléssel rendelkeznek.
Az 1964. évi Karszt- és Barlangkutatási Tájékoztatóban az olvasható, hogy a Budapest II. kerületében elhelyezkedő Fazekas-hegyen található egy kőfejtő, amely a Torda utcára tekint. A kőfejtőben lévő dachsteini mészkő tektonikusan preformált hasadékaiban van egy kis kőfülke, amelyet a közelben lakók pincének használnak. A BEAC Természetjáró Szakosztály Barlangkutató Csoportja 1962-ben kezdte el a kőbányában a feltáró munkát, egy hévizes eredetű üregrendszer kibontását. A csoport tagjai folytatták 1963-ban a munkát a Fazekas-hegyen. Kb. 360 óra alatt 10 m³ törmeléket távolítottak el és így kb. 10 m-t haladtak előre. Munkavégzéskor történt egy kis baleset. A baleset miatt csak biztosítással tudták volna folytatni a munkát, de mivel nem voltak meg ehhez az anyagi eszközeik, ezért ideiglenesen befejezték a munkát. Elkezdték a hely kőzettani és ásványtani feldolgozását, a terület pontos felmérését, beszintezését és feltérképezését. Minden bizonnyal tavasszal befejezik a térképkészítő munkát.
Az 1964-ben kiadott Geológiai kirándulások Budapest környékén című könyvben szó van arról, hogy a Fazekas-hegyen, az Uzsoki utca és a Tordai utca kereszteződésénél lévő nagy kőfejtőben megfigyelhető a víz nagy, korróziós munkája. A kőbányában található hasadékok, fej, sőt annál is nagyobb üregek, melyek egy része pár méter mély, járható méretű és általában kürtőben végződik, jelzik, hogy a kéregmozgások miatt kialakult repedéseket a felszíni víz oldó hatása tágította.

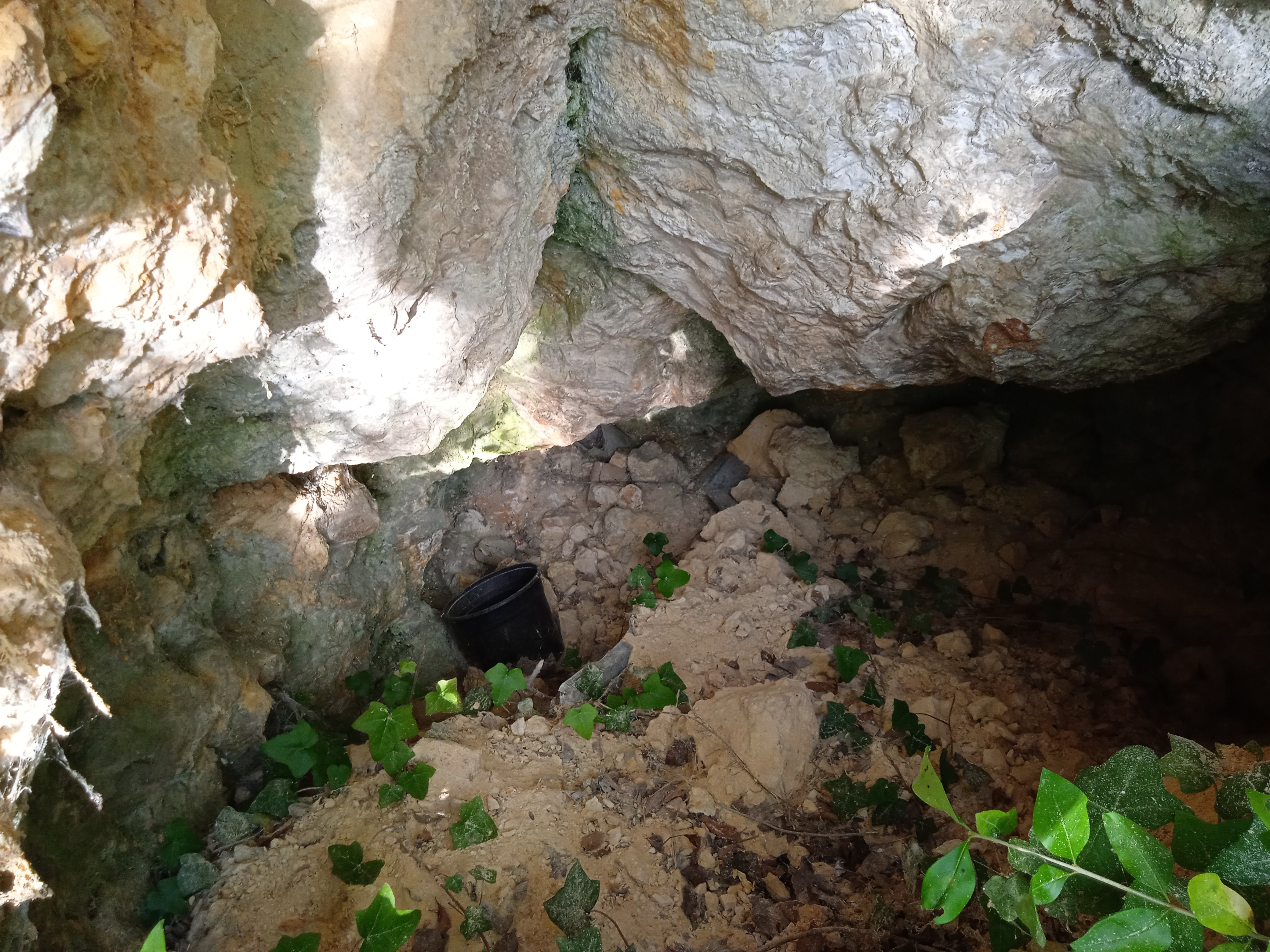
A Fazekas-hegyi-sziklaüreg belseje

Hasadékok, üregek, barlangok vannak a régi nagy mészkőbánya ÉK-i falán. Ezek mutatják a víz korróziós munkáját azokon a helyeken, ahol korábban mélyebbreható kéregmozgás történt. Az Uzsoki utca 7. számú ház felett magára vonja a figyelmet 3 nagyobb üreg. Ezek közül mászható a DNy-ra lévő. A kőfejtő K-i sziklafalán cseppkőhalmaz látható, amely felett egy kb. 5 m magas, 0,6–0,8 m széles víznyelő bejárata feketéllik. Itt és a közelében lévő helyeken érdemes volna óvatos bontással megbizonyosodni arról, hogy vannak-e itt nagyobb üregek, esetleg barlang is. A sok, barlangi agyagos törmelék lezárja az utat.
A Fazekas-hegyi-sziklaüreg 2004. augusztus 28-án készült nyilvántartólapja szerint a barlang a 4732-es barlangkataszteri területen, Pest megyében, Budapesten, a Budai-hegységben helyezkedik el. A 241 m tszf. magasságban található barlangbejárat koordinátái: 244637 (x), 643047 (y). A felső triász dachsteini mészkőben keletkezett, részletesen felmért barlang 2,5 m hosszú, 1 m magas, 1 m mély, 2 m függőleges kiterjedésű és 2,5 m vízszintes kiterjedésű. A barlang alapadatai BTI kataszteri felvétel alapján lettek megállapítva. Groma Klára 2011. évi kéziratában meg van említve, hogy a Budapest II. kerületében, az 50129 helyrajzi számú területen lévő és 4732-5 barlangkataszteri számú Fazekas-hegyi-sziklaüreg védett, 2,5 m hosszú, 2 m függőleges kiterjedésű, 1 m mély és 1 m magas.